# Ashland, Nebraska
Ashland är en ort i Saunders County i Nebraska. Orten har fått namn efter Henry Clays plantage Ashland i Lexington i Kentucky. Vid 2010 års folkräkning hade Ashland 2 453 invånare.